# Dysodia thyridina
Dysodia thyridina is een vlinder uit de familie van de venstervlekjes (Thyrididae). De wetenschappelijke naam van de soort werd voor het eerst geldig gepubliceerd in 1874 door Felder, Felder & Rogenhofer.